# Cavaller negre (Monty Python)
El Cavaller negre és un personatge de ficció que apareix en una escena de la pel·lícula Monty Python and the Holy Grail, obra dels Monty Python del 1975. Es tracta d'una paròdia del 'cavaller negre' que apareix sovint en les aventures originals dels cavallers de la Taula Rodona.
Com indica el nom, es tracta d'un cavaller amb l'armadura negra que custodia un pont (un simple tauló damunt d'un petit rierol que podria travessar d'una gambada) i que desafia tot aquell qui vol travessar-lo. Malgrat un maneig excepcional de l'espasa, també té una autoconfiança desmesurada i una ferma negativa a rendir-se.

## La escena
A la pel·lícula, el Rei Artús (Graham Chapman) està viatjant a través d'una arbreda acompanyat pel seu fidel servent Patsy (Terry Gilliam) quan, en arribar a una clariana, presencia un combat entre un Cavaller negre (John Cleese) i un Cavaller verd (interpretat també per Gilliam) al costat d'un petit pont sobre un rierol. Mentre contempla l'escena, el Cavaller negre derrota el verd llançant-li l'espasa a través del forat de la visera (durant el combat entre Artús i el Cavaller negre, es pot veure el cos del Cavaller verd en una rasa al costat).
Llavors Artús felicita el Cavaller negre i li ofereix un lloc a la seva cort i a la Taula Rodona, però aquest es limita a quedar-se quiet dret i aguantar l'espasa, i no diu res fins que Artús prova de travessar el pont. El Cavaller negre es nega llavors a apartar-se. De mala gana, Artús combat contra el guardià del pont i, després d'un breu combat, li talla un braç.
Tot i així, el Cavaller es nega a rendir-se, insistint en que "només és una rascada" ("Tis but a scratch", al guió original en anglès) i que "ja les ha passat més magres", mentre lluita esgrimint l'espasa amb el braç que li queda. A continuació, Artús li talla l'altre braç, però el seu enemic segueix sense admetre la derrota. Com el Cavaller es troba literalment desarmat, Artús dona per finalitzat el combat i s'agenolla per donar gràcies a Déu. El Cavaller negre interromp la pregària d'Artús clavant-li una puntada de peu al costat del cap i acusant-lo de covard.
Quan Artús insisteix en la gravetat de les ferides del Cavaller negre, aquest segueix dient que només és una "ferideta de no res". Com a resposta als cops i a les provocacions constants, Artús li talla la cama dreta. Arribats a aquest punt, el Cavaller encara es resisteix a donar-se per vençut i en lloc d'això contesta dient "molt bé, ara veuràs" i prova d'envestir Artús amb el cos saltant sobre la cama esquerra. Artús no dona crèdit a la persistència del Cavaller negre i, enfadat, li pregunta si "li sagnarà al damunt" potser per guanyar. El Cavaller negre respon "sóc invencible!", i Artús contesta dient "ets un sonat!". Amb certa resignació, Artús finalment també li talla la cama esquerra i embeina l'espasa. Quan veu que no és més que un gran monyó humà, el Cavaller negre diu "d'acord, ho deixem en empat". Llavors, Artús crida en Patsy i marxen "cavalcant" fent servir cocos per simular el so d'un cavall galopant, deixant enrere el tors sense extremitats del Cavaller negre, que segueix cridant i amenaçant-lo: "Fugint, eh? Maleïts covards! Torneu aquí i veureu el que és bo! Us arrencaré les cames a queixalades!" ("Oh. Oh, I see. Running away, eh? You yellow bastards! Come back here and take what's coming to ya! I'll bite your legs off!").

## Darrere les càmeres
D'acord amb els comentaris de la pel·lícula de Cleese, Michael Palin i Eric Idle, la seqüència estava inspirada en una història que Cleese va escoltar quan anava a l'escola durant una classe d'anglès. Dos lluitadors romans es trobaven enmig d'un combat especialment intens. Tots dos duien lluitant tanta estona que el combat havia arribat fins al punt que tots dos combatents feien poc més que repenjar-se l'un a sobre de l'altre. Quan, finalment, un dels dos lluitadors va aconseguir alliberar-se i sortir de sota el seu rival, el públic i el mateix lluitador van poder veure que, de fet, l'altre combatent ja era mort i que, efectivament, havia guanyat el combat de manera pòstuma. La moral d'aquest relat, segons el mestre de Cleese, era que “si no et rendeixes mai, possiblement no puguis perdre”, un argument que, segons Cleese, el va sobtar sempre per ser “erroni des d'un punt de vista filosòfic”.
Cleese afirmava que aquesta escena podria semblar sàdica i despietada si no fos pel fet que el Cavaller Negre no mostra cap mena de dolor i simplement segueix lluitant (o intentant-ho, si més no), sense importar com de malferit estigui. A més, a mesura que avança l'escena i Artús s'emprenya cada cop més, el seu llenguatge passa d'un registre medieval (“Sou certament valent, Senyor Cavaller, però el combat és meu”) a un de modern (“Mira't, tros d'imbècil; si no tens braços!”) fins a passar finalment al sarcasme (“I què faràs ara, sagnar-me al damunt?”), mentre que el Cavaller Negre es manté sempre igual de desafiant (“Sóc invencible!” crida quan només li queda una cama, a la qual cosa Artús respon dient “Ets un sonat”).
Aquesta escena és, sense una de les més conegudes de tota la pel·lícula. Podríem dir que la frase més famosa, “només és una rascada”, s'ha convertit des de llavors en una expressió que serveix per a algú que ignora un error o un problema greu, ja sigui com a mostra d'optimisme o de tossuderia. Aquesta mateixa frase s'assembla a una del personatge de Mercutio en el Romeu i Julieta de Shakespeare, quan diu “ai, ai, una rascada, una rascada” per referir-se a la ferida mortal rebuda. La frase “una ferideta de no res” apareixia després que entrés en escena un personatge “amb closques de coco lligades als peus”, especialment en un dels primers episodis de The Goon Show, anomenat “The Giant Bombardon” i enregistrat el 1954. Els Monty Python ja havien confessat prèviament que estaven influïts pels Goons.
El personatge del Cavaller Negre va ser interpretat, de fet, per dos actors: John Cleese era el cavaller amb armadura fins que només li quedava una cama. Llavors el paper del cavaller passava a ser interpretat per un home que realment tenia una sola cama, un veí de la zona anomenat Richard Burton que treballava de ferrer a prop d'on es va rodar la pel·lícula (cal no confondre aquest home amb Richard Burton, l'actor gal·lès del mateix nom). El motiu, segons els comentaris de la pel·lícula, era que Cleese no es podia balancejar bé sobre una sola cama. Un cop Artús li talla la cama restant, el tronc amputat que queda torna a ser Cleese. Cleese ha presumit sempre d'haver tingut a Richard Burton com a doble.
Segons Eric Idle, l'escena del Cavaller Negre va ser la més difícil de representar en directe al musical Spamalot. Els il·lusionistes Penn & Teller van ser els encarregats de crear els efectes per al musical.

## En la cultura popular
La veu del Cavaller Negre es feia servir durant un episodi de la sèrie d'humor d'Internet Nostalgia Critic on es feia una crítica de la pel·lícula Child's Play. En concret, es mostrava l'escena on Karen Barclay (interpretada per Catherine Hicks) li arrenca el braç a Chucky. La veu del Cavaller Negre anava dient frases del sketch dels Monty Python com ara “sóc invencible!” o “una ferideta de no res!”. El Cavaller Negre també feia un breu cameo a la cançó d'animació en flash The Ultimate Showdown of Ultimate Destiny. També es va fer servir una escena del Cavaller Negre al programa The Daily Show del 2 de desembre de 2010 per fer burla de l'oposició del senador John McCain davant la revocació de l'expressió "Don't Ask Don't Tell", referent a la política sobre l'homosexualitat de les forces armades.